# Колонна, Доминик
Доминик Колонна (фр. Dominique Colonna; 4 сентября 1928, Корте — 12 сентября 2023, Корте) — французский футбольный вратарь, участник чемпионата мира 1958 года. По завершении игровой карьеры — тренер.

## Карьера

### Клубная
Родился 4 сентября 1928 года в корсиканском городе Корте. Воспитанник футбольной школы местного клуба ЮСК «Корте». В профессиональном футболе дебютировал в 1948 году выступлениями за клуб «Монпелье», в котором провёл один сезон, приняв участие в 12 матчах чемпионата.
Своей игрой за эту команду привлёк внимание представителей тренерского штаба клуба «Стад Франсе», к составу которого присоединился в 1949 году. За парижскую команду сыграл шесть сезонов.
В 1955 году заключил контракт с клубом «Ницца», в составе которого провёл следующие два года своей карьеры. Большую часть времени, проведённого в составе «Ниццы», был основным голкипером команды, завоевав свой первый титул чемпиона Франции.
В 1957 году перешёл в «Реймс», за который отыграл шесть сезонов. В составе «Реймса» трижды становился чемпионом Франции. Завершил профессиональную карьеру футболиста выступлениями за эту команду в 1963 году.

### В сборной
В 1957 году дебютировал в официальных матчах в составе сборной Франции. На протяжении карьеры в национальной команде, которая длилась пять лет, провёл в форме главной команды страны 13 матчей.
В составе сборной был участником чемпионата мира 1958 года в Швеции, на котором команда завоевала бронзовые награды.

## Достижения
- Чемпион Франции:
  - «Ницца» : 1955/56
  - «Реймс» : 1957/58, 1959/60, 1961/62
- Обладатель Кубка Франции:
  - «Реймс»: 1957/58